# Glyphandra biincisalis
Glyphandra biincisalis är en fjärilsart som beskrevs av Karsch 1900. Glyphandra biincisalis ingår i släktet Glyphandra och familjen Crambidae. Inga underarter finns listade i Catalogue of Life.